# يو إف سي ليلة القتال: شوغون ضد سميث
يو إف سي ليلة القتال: شوغون ضد سميث (بالإنجليزية: UFC Fight Night: Shogun vs. Smith)‏ هو حدث لفنون القتال المختلطة نظمته يو إف سي، وأُقيم في 22 يوليو 2018، على باركلي كارد أرينا في هامبورغ، ألمانيا.